# Hispano-Suiza MCP
Hispano-Suiza MCP ist ein Baureihe von Rennwagen. Die Société Française Hispano-Suiza stellte die Fahrzeuge im französischen Levallois-Perret her. MCP stand für „Motor con Compresor de Pistones“.

## Beschreibung
Die Fahrzeuge wurden 1912 gebaut. Vorausgegangen war die Baureihe Hispano-Suiza 35 Cr, die von 1909 bis 1912 gebaut wurde. 1913 folgte der Hispano-Suiza Type 20.
Eine Quelle gibt pauschal einen Vierzylindermotor mit 85,5 mm Bohrung, 130 mm Hub und 2986 cm³ Hubraum an. Der Motor leistete mit Hilfe eines Kompressors 100 PS. Typisch für die damalige Zeit waren Wasserkühlung, Frontmotor, Kardanwelle und Hinterradantrieb. Das Getriebe hatte vier Gänge. Überliefert sind 275 cm Radstand, 135 cm Spurweite und 950 kg Leergewicht.
Eine andere Quelle gibt an, dass die vier Fahrzeuge jeweils unterschiedliche Motoren hatte. MCP-1 hatte 85,5 mm Bohrung, 130 mm Hub, 2986 cm³ Hubraum und 96 PS. MCP-2 mit Zweiventiltechnik und MCP-3 mit Vierventiltechnik hatten einheitlich 85 mm Bohrung, 132 mm Hub, 2996 cm³ Hubraum und 100 PS. Der Motor des MCP-4 hatte 85 mm Bohrung, 130 mm Hub, 2951 cm³ Hubraum und leistete 100 PS.

## Produktionszahlen
Vier Fahrzeuge waren für den Großen Preis von Frankreich 1912 am 25. Juni 1912 in Dieppe gemeldet, starteten aber nicht.